# BIG MOUTH
BIG MOUTH（ビッグ・マウス）は、アナウンサーによるバンド。名前の由来は「大口を叩く」の英語読み。

## 歴史
1997年、フジテレビで放送されたテレビ番組「才色兼備」で結成。
1997年9月13日、「Don't Be Afraid」でインディーズデビュー、タワーレコード渋谷店で限定1000枚のCDが発売された。なお、この曲はポニーキャニオンから1999年に発売されたベストアルバム「あっぱれ!才色兼備」にも収録されている為、これが事実上のメジャーデビューとなる。
また、1999年にはライブコンサートも行われた。
1999年3月の「才色兼備」終了と同時にバンドも解散。

## メンバー
入社年度順。
- ドラム・山中秀樹(リーダー)
- 菊間千乃
- ベース・森昭一郎
- ギター・竹下陽平
- ボーカル・佐々木恭子
- キーボード・藤村さおり

## ディスコグラフィー
- シングル
  - Don't Be Afraid
- ベストアルバム
  - あっぱれ!才色兼備（ポニーキャニオン、1999年2月17日発売）